# Hokej na lodzie na Zimowych Igrzyskach Olimpijskich 2018 – kwalifikacje kobiet
Kwalifikacje do Zimowych Igrzysk Olimpijskich w 2018 roku, których celem było wyłonienie dwóch kobiecych reprezentacji hokejowych na turniej olimpijski w Pjongczangu. Podział na grupy kwalifikacyjne został przeprowadzony w oparciu o mistrzostwa świata z 2016 roku. Zaplanowano rozegranie siedmiu turniejów w tym dwa, z których zwycięzcy uzyskają kwalifikacje na igrzyska. IIHF przewidziała bezpośrednią kwalifikację dla gospodarza turnieju, Korei Południowej.
Bezpośredni awans na igrzyska olimpijskie zapewniło sobie pięć najwyżej sklasyfikowanych w rankingu IIHF reprezentacji.

## Zakwalifikowane drużyny
| Rodzaj kwalifikacji | Termin                            | Miejsce   | Miejsca | Zakwalifikowani                                  |
| --- | --------------------------------- | --------- | ------- | ------------------------------------------------ |
| Ranking IIHF 2016 obejmujący turnieje: Mistrzostwa Świata 2013 Igrzyska Olimpijskie 2014 Mistrzostwa Świata 2015 Mistrzostwa Świata 2016 | 7 grudnia 2012 – 10 kwietnia 2017 | Kamloops  | 5       | Stany Zjednoczone Kanada Finlandia Rosja Szwecja |
| Zwycięzca turnieju kwalifikacyjnego | 9–12 lutego 2017                  | Arosa     | 1       | Szwajcaria                                       |
| Zwycięzca turnieju kwalifikacyjnego | 9–12 lutego 2017                  | Tomakomai | 1       | Japonia                                          |
| Gospodarz igrzysk |                                   |           | 1       | Korea Południowa                                 |

## Pierwsza runda kwalifikacji
Rozgrywki grupy J rozegrano pomiędzy 7–9 października 2016 w Meksyku w hali Ice Dome. Awans do kolejnej rundy preeliminacyjnej uzyskał tylko zwycięzca turnieju.
Grupa J
| Lp. | Zespół   | M | Pkt | W | WpD | PpD | P | G + | G – | +/− |
| --- | -------- | - | --- | - | --- | --- | - | --- | --- | --- |
| 1   | Meksyk   | 2 | 6   | 2 | 0   | 0   | 0 | 24  | 5   | +19 |
| 2   | Turcja   | 2 | 3   | 1 | 0   | 0   | 1 | 13  | 13  | 0   |
| 3   | Hongkong | 2 | 0   | 0 | 0   | 0   | 2 | 2   | 21  | -19 |

Lp. = lokata, M = liczba rozegranych spotkań, Pkt = Liczba zdobytych punktów, W = Wygrane, WpD = Wygrane po dogrywce lub karnych, PpD = Porażki po dogrywce lub karnych, P = Porażki, G+ = Gole strzelone, G- = Gole stracone, +/− = bilans bramek
Wyniki
| 7 października 2016 | Hongkong | 2:8 | Turcja | Ice Dome, Meksyk |

| Szczegóły | Szczegóły                                         | Szczegóły       | Szczegóły | Szczegóły                                                                                |
| --------- | ------------------------------------------------- | --------------- | --- | ---------------------------------------------------------------------------------------- |
|           | Li A.M. 08:08 (EQ) Li A.M. (Low W.M.V) 39:04 (EQ) | (1:4, 1:3, 0:1) | 01:45 (PP1) S. Demir 07:07 (EQ) C. Baktıroğlu 15:06 (EQ) B. Tayğar 15:41 (EQ) I. Uygun 21:08 (EQ) B. Demirkol 28:30 (EQ) C. Baktıroğlu 39:26 (EQ) B. Tayğar 44:45 (EQ) C. Baktıroğlu | Widzów: 50 Sędzia główny: Chelsea Rapin Sędziowie liniowi: Cianna Lieffers Amanda Wilson |
| 10 min.   |                                                   | 12 min.         | | Widzów: 50 Sędzia główny: Chelsea Rapin Sędziowie liniowi: Cianna Lieffers Amanda Wilson |

| 8 października 2016 | Meksyk | 13:0 | Hongkong | Ice Dome, Meksyk |

| Szczegóły | Szczegóły | Szczegóły       | Szczegóły | Szczegóły                                                                                            |
| --------- | --- | --------------- | --------- | --- |
|           | C. Téllez 01:27 (EQ) J. Rojas 02:56 (EQ) F. Hernández 10:30 (EQ) J. Rojas 14:39 (EQ) R. Hurtado 16:09 (PP1) D. Gendrón 21:48 (EQ) A. Hernández 23:44 (EQ) T. Escobedo 26:26 (EQ) D. Gendrón 30:42 (PP1) J. Rojas 39:44 (EQ) F. Hernández 52:19 (EQ) G. Rojas 53:07 (EQ) C. Téllez 57:55 (EQ) | (5:0, 5:0, 3:0) |           | Widzów: 1000 Sędzia główny: Jestina Vichorek Sędziowie liniowi: Cianna Lieffers Marie-Pierre Jalbert |
| 24 min.   | | 18 min.         |           | Widzów: 1000 Sędzia główny: Jestina Vichorek Sędziowie liniowi: Cianna Lieffers Marie-Pierre Jalbert |

| 9 października 2016 | Turcja | 5:11 | Meksyk | Ice Dome, Meksyk |

| Szczegóły | Szczegóły | Szczegóły       | Szczegóły | Szczegóły                                                                                      |
| --------- | --- | --------------- | --- | ---------------------------------------------------------------------------------------------- |
|           | B. Tayğar 14:50 (SH1) C. Baktıroğlu 23:24 (EQ) B. Demirkol 25:28 (PP2) C. Baktıroğlu 45:44 (EQ) S. Demir 51:49 (PP2) | (1:5, 2:2, 2:4) | 06:06 (EQ) F. Hernández 08:27 (EQ) C. Téllez 14:34 (PP2) D. Gendrón 16:19 (PP1) M. Cruz 16:45 (EQ) R. Hurtado 33:45 (EQ) J. Rojas 33:45 (EQ) J. Rojas 39:36 (PP1) J. Rojas 44:43 (PP1) R. Hurtado 51:15 (SH1) N. Treviño 54:39 (EQ) M. Chávez 57:57 (SH1) D. Gendrón | Widzów: 700 Sędzia główny: Chelsea Rapin Sędziowie liniowi: Marie-Pierre Jalbert Amanda Wilson |
| 20 min.   | | 53 min.         | | Widzów: 700 Sędzia główny: Chelsea Rapin Sędziowie liniowi: Marie-Pierre Jalbert Amanda Wilson |

## Druga runda kwalifikacyjna
Rozgrywki grupy G i H zostały rozegrane w dniach 3–6 listopada 2016 (w grupie H zawody rozpoczęły się 4 listopada) odpowiednio w Astana w hali Barys Arena oraz w hiszpańskim San Sebastián w hali Palacio del Hielo Txuri Urdin. Zwycięzcy obu turniejów awansują do trzeciej rundy kwalifikacji.
Grupa G
| Lp. | Zespół          | M | Pkt | W | WpD | PpD | P | G + | G – | +/− |
| --- | --------------- | - | --- | - | --- | --- | - | --- | --- | --- |
| 1   | Kazachstan      | 3 | 9   | 3 | 0   | 0   | 0 | 10  | 3   | +7  |
| 2   | Polska          | 3 | 6   | 2 | 0   | 0   | 1 | 10  | 7   | +3  |
| 3   | Wielka Brytania | 3 | 3   | 1 | 0   | 0   | 2 | 7   | 9   | -2  |
| 4   | Meksyk          | 3 | 0   | 0 | 0   | 0   | 3 | 3   | 11  | -8  |

Lp. = lokata, M = liczba rozegranych spotkań, Pkt = Liczba zdobytych punktów, W = Wygrane, WpD = Wygrane po dogrywce lub karnych, PpD = Porażki po dogrywce lub karnych, P = Porażki, G+ = Gole strzelone, G- = Gole stracone, +/− = bilans bramek
Wyniki
| 3 listopada 2016 | Wielka Brytania | 3:2 | Meksyk | Barys Arena, Astana |

| Szczegóły      | Szczegóły                                                   | Szczegóły       | Szczegóły                                    | Szczegóły                                                                                |
| -------------- | ----------------------------------------------------------- | --------------- | -------------------------------------------- | ---------------------------------------------------------------------------------------- |
| Godzina: 15:00 | K. Lane 52:38 (EQ) S. Allen 58:39 (EQ) A. Taylor 59:00 (EQ) | (0:2, 0:0, 3:0) | 01:01 (EQ) J. Rojas 19:02 (PP1) F. Hernández | Widzów: 102 Sędzia główny: Henna Aberg Sędziowie liniowi: Ivana Besedičová Diana Mochowa |
| Godzina: 15:00 | 10 min.                                                     |                 | 10 min.                                      | Widzów: 102 Sędzia główny: Henna Aberg Sędziowie liniowi: Ivana Besedičová Diana Mochowa |

| 3 listopada 2016 | Polska | 1:4 | Kazachstan | Barys Arena, Astana |

| Szczegóły      | Szczegóły               | Szczegóły       | Szczegóły                                                                                  | Szczegóły                                                                            |
| -------------- | ----------------------- | --------------- | ------------------------------------------------------------------------------------------ | ------------------------------------------------------------------------------------ |
| Godzina: 19:00 | S. Łaskawska 12:45 (EQ) | (1:1, 0:0, 0:3) | 14:56 (EQ) M. Rispek 29:21 (EQ) Z. Tuchtiewa 33:38 (EQ) D. Moldabai 39:03 (EQ) D. Moldabai | Widzów: 465 Sędzia główny: Jana Zujewa Sędziowie liniowi: Nataša Pagon Linnea Sainio |
| Godzina: 19:00 | 6 min.                  |                 | 8 min.                                                                                     | Widzów: 465 Sędzia główny: Jana Zujewa Sędziowie liniowi: Nataša Pagon Linnea Sainio |

| 4 listopada 2016 | Wielka Brytania | 3:4 | Polska | Barys Arena, Astana |

| Szczegóły      | Szczegóły                                                        | Szczegóły       | Szczegóły                                                                                        | Szczegóły                                                                                   |
| -------------- | ---------------------------------------------------------------- | --------------- | ------------------------------------------------------------------------------------------------ | ------------------------------------------------------------------------------------------- |
| Godzina: 15:00 | A. Taylor 22:41 (PP1) S. Douglas 27:26 (EQ) K. Henry 58:21 (PP1) | (0:2, 2:1, 1:1) | 11:58 (EQ) M. Czaplik 12:19 (EQ) K. Późniewska 29:21 (PP1) J. Strzelecka 44:14 (EQ) K. Wieczorek | Widzów: 152 Sędzia główny: Debby Hengst Sędziowie liniowi: Linnea Sainio Svenja Strohmenger |
| Godzina: 15:00 | 6 min.                                                           |                 | 10 min.                                                                                          | Widzów: 152 Sędzia główny: Debby Hengst Sędziowie liniowi: Linnea Sainio Svenja Strohmenger |

| 4 listopada 2016 | Kazachstan | 3:1 | Meksyk | Barys Arena, Astana |

| Szczegóły      | Szczegóły                                                               | Szczegóły       | Szczegóły            | Szczegóły                                                                            |
| -------------- | ----------------------------------------------------------------------- | --------------- | -------------------- | ------------------------------------------------------------------------------------ |
| Godzina: 19:00 | B. Kartanbajewa 04:46 (EQ) K. Felzink 13:14 (EQ) P. Aszimowa 27:51 (EQ) | (2:0, 1:0, 0:1) | 45:52 (EQ) M. Chavez | Widzów: 446 Sędzia główny: Jana Zujewa Sędziowie liniowi: Diana Mochowa Nataša Pagon |
| Godzina: 19:00 | 10 min.                                                                 |                 | 4 min.               | Widzów: 446 Sędzia główny: Jana Zujewa Sędziowie liniowi: Diana Mochowa Nataša Pagon |

| 6 listopada 2016 | Meksyk | 0:5 | Polska | Barys Arena, Astana |

| Szczegóły      | Szczegóły | Szczegóły       | Szczegóły | Szczegóły                                                                                |
| -------------- | --------- | --------------- | --- | ---------------------------------------------------------------------------------------- |
| Godzina: 12:00 |           | (0:0, 0:4, 0:1) | 20:33 (SH1) K. Późniewska 24:04 (PP1) K. Wieczorek 34:29 (PP1) K. Późniewska 36:37 (PP1) K. Chrapek 58:31 (EQ) O. Tomczok | Widzów: 183 Sędzia główny: Debby Hengst Sędziowie liniowi: Ivana Besedičová Nataša Pagon |
| Godzina: 12:00 | 31 min.   |                 | 10 min. | Widzów: 183 Sędzia główny: Debby Hengst Sędziowie liniowi: Ivana Besedičová Nataša Pagon |

| 6 listopada 2016 | Kazachstan | 3:1 | Wielka Brytania | Barys Arena, Astana |

| Szczegóły      | Szczegóły                                                              | Szczegóły       | Szczegóły            | Szczegóły                                                                                  |
| -------------- | ---------------------------------------------------------------------- | --------------- | -------------------- | ------------------------------------------------------------------------------------------ |
| Godzina: 16:00 | G. Nurgaliewa 03:44 (EQ) D. Moldabai 18:26 (PP1) T. Likhaus 59:06 (EQ) | (2:0, 0:0, 1:1) | 54:07 (PP1) K. Henry | Widzów: 861 Sędzia główny: Henna Aberg Sędziowie liniowi: Linnea Sainio Svenja Strohmenger |
| Godzina: 16:00 | 31 min.                                                                |                 | 14 min.              | Widzów: 861 Sędzia główny: Henna Aberg Sędziowie liniowi: Linnea Sainio Svenja Strohmenger |

Grupa H
| Lp. | Zespół    | M | Pkt | W | WpD | PpD | P | G + | G – | +/− |
| --- | --------- | - | --- | - | --- | --- | - | --- | --- | --- |
| 1   | Włochy    | 3 | 9   | 3 | 0   | 0   | 0 | 15  | 2   | +13 |
| 2   | Holandia  | 3 | 6   | 2 | 0   | 0   | 1 | 17  | 6   | +11 |
| 3   | Hiszpania | 3 | 3   | 1 | 0   | 0   | 2 | 5   | 5   | 0   |
| 4   | Słowenia  | 3 | 0   | 0 | 0   | 0   | 3 | 3   | 27  | -24 |

Lp. = lokata, M = liczba rozegranych spotkań, Pkt = Liczba zdobytych punktów, W = Wygrane, WpD = Wygrane po dogrywce lub karnych, PpD = Porażki po dogrywce lub karnych, P = Porażki, G+ = Gole strzelone, G- = Gole stracone, +/− = bilans bramek
Wyniki
| 4 listopada 2016 | Słowenia | 1:14 | Holandia | Palacio del Hielo Txuri Urdin, San Sebastián |

| Szczegóły      | Szczegóły             | Szczegóły       | Szczegóły | Szczegóły                                                                               |
| -------------- | --------------------- | --------------- | --- | --------------------------------------------------------------------------------------- |
| Godzina: 16:30 | E. Dukaric 59:45 (EQ) | (0:4, 0:6, 1:4) | 05:51 (EQ) S. Wielenga 13:16 (EQ) S. Wielenga 17:03 (EQ) M. Martens 18:22 (EQ) J. Zwarthoed 26:08 (EQ) M. de Jong 28:06 (EQ) S. Wielenga 30:13 (EQ) M. de Jong 31:37 (EQ) L. Haverkorn van Rijsewijk 32:32 (EQ) N. Tjin-a-Ton 33:07 (EQ) N. Tjin-a-Ton 43:00 (EQ) G. Barton 43:23 (EQ) S. Wielenga 46:44 (EQ) S. Wielenga 59:31 (PP1) M. de Jong | Widzów: 174 Sędzia główny: Maija Kontturi Sędziowie liniowi: Anina Egli Julia Johansson |
| Godzina: 16:30 | 2 min.                |                 | 4 min. | Widzów: 174 Sędzia główny: Maija Kontturi Sędziowie liniowi: Anina Egli Julia Johansson |

| 4 listopada 2016 | Włochy | 2:0 | Hiszpania | Palacio del Hielo Txuri Urdin, San Sebastián |

| Szczegóły      | Szczegóły                               | Szczegóły       | Szczegóły | Szczegóły                                                                                      |
| -------------- | --------------------------------------- | --------------- | --------- | ---------------------------------------------------------------------------------------------- |
| Godzina: 20:00 | S. Gius 24:33 (EQ) E. Dalpra 40:18 (EQ) | (0:0, 1:0, 1:0) |           | Widzów: 252 Sędzia główny: Marie Picavet Sędziowie liniowi: Alexandra Klaffki Joanna Pobożniak |
| Godzina: 20:00 | 14 min.                                 |                 | 12 min.   | Widzów: 252 Sędzia główny: Marie Picavet Sędziowie liniowi: Alexandra Klaffki Joanna Pobożniak |

| 5 listopada 2016 | Włochy | 8:1 | Słowenia | Palacio del Hielo Txuri Urdin, San Sebastián |

| Szczegóły      | Szczegóły | Szczegóły       | Szczegóły          | Szczegóły                                                                                  |
| -------------- | --- | --------------- | ------------------ | ------------------------------------------------------------------------------------------ |
| Godzina: 16:30 | M. Masperi 02:57 (EQ) F. Zandegiacomo Mistrotofolo 15:46 (EQ) L. de Rocco 24:22 (EQ) C. Furlani 40:44 (EQ) E. Dalpra 42:09 (PP) C. Furlani 45:42 (EQ) N. Mattivi 52:34 (EQ) S. Carignano 54:13 (EQ) | (2:1, 1:0, 5:0) | 16:40 (EQ) P. Pren | Widzów: 120 Sędzia główny: Ramona Weiss Sędziowie liniowi: Julia Johansson Lucie Svobodová |
| Godzina: 16:30 | 10 min. |                 | 14 min.            | Widzów: 120 Sędzia główny: Ramona Weiss Sędziowie liniowi: Julia Johansson Lucie Svobodová |

| 5 listopada 2016 | Holandia | 2:0 | Hiszpania | Palacio del Hielo Txuri Urdin, San Sebastián |

| Szczegóły      | Szczegóły                                    | Szczegóły       | Szczegóły | Szczegóły                                                                                |
| -------------- | -------------------------------------------- | --------------- | --------- | ---------------------------------------------------------------------------------------- |
| Godzina: 20:00 | J. Zwarthoed 09:21 (EQ) K. Hamers 26:20 (EQ) | (1:0, 1:0, 0:0) |           | Widzów: 357 Sędzia główny: Maija Kontturi Sędziowie liniowi: Anina Egli Joanna Pobożniak |
| Godzina: 20:00 | 12 min.                                      |                 | 6 min.    | Widzów: 357 Sędzia główny: Maija Kontturi Sędziowie liniowi: Anina Egli Joanna Pobożniak |

| 6 listopada 2016 | Holandia | 1:5 | Włochy | Palacio del Hielo Txuri Urdin, San Sebastián |

| Szczegóły      | Szczegóły             | Szczegóły       | Szczegóły | Szczegóły                                                                                     |
| -------------- | --------------------- | --------------- | --- | --------------------------------------------------------------------------------------------- |
| Godzina: 16:30 | M. de Jong 23:46 (EQ) | (0:3, 1:2, 0:0) | 00:29 (EQ) C. Furlani 07:03 (PP1) C. Furlani 10:50 (EQ) S. Carignano 29:16 (PP1) E. Dalpra 32:31 (PP1) A. de la Forest de Divonne | Widzów: 276 Sędzia główny: Marie Picavet Sędziowie liniowi: Julia Johansson Alexandra Klaffki |
| Godzina: 16:30 | 53 min.               |                 | 10 min. | Widzów: 276 Sędzia główny: Marie Picavet Sędziowie liniowi: Julia Johansson Alexandra Klaffki |

| 6 listopada 2016 | Hiszpania | 5:1 | Słowenia | Palacio del Hielo Txuri Urdin, San Sebastián |

| Szczegóły      | Szczegóły | Szczegóły       | Szczegóły          | Szczegóły                                                                             |
| -------------- | --- | --------------- | ------------------ | ------------------------------------------------------------------------------------- |
| Godzina: 20:00 | A. Merino 03:02 (PP1) L. Abrisqueta 03:27 (EQ) V. Munoz 08:25 (EQ) A. Merino 12:51 (EQ) L. Villar 45:17 (PP1) | (4:1, 0:0, 1:0) | 15:44 (EQ) P. Pren | Widzów: 168 Sędzia główny: Ramona Weiss Sędziowie liniowi: Anina Egli Lucie Svobodová |
| Godzina: 20:00 | 10 min. |                 | 8 min.             | Widzów: 168 Sędzia główny: Ramona Weiss Sędziowie liniowi: Anina Egli Lucie Svobodová |

## Trzecia runda kwalifikacyjna
Rozgrywki grupy E i F zostały rozegrane w dniach 15–18 grudnia 2016 odpowiednio w miejscowości Cergy-Pontoise we Francji oraz w norweskim Stavanger. Oba turnieje wygrały reprezentacje gospodarzy, które awansowały do dalszej fazy eliminacji.
Grupa E
| Lp. | Zespół  | M | Pkt | W | WpD | PpD | P | G + | G – | +/− |
| --- | ------- | - | --- | - | --- | --- | - | --- | --- | --- |
| 1   | Francja | 3 | 9   | 3 | 0   | 0   | 0 | 14  | 2   | +12 |
| 2   | Włochy  | 3 | 6   | 2 | 0   | 0   | 1 | 7   | 5   | +2  |
| 3   | Łotwa   | 3 | 3   | 1 | 0   | 0   | 2 | 7   | 13  | -6  |
| 4   | Chiny   | 3 | 0   | 0 | 0   | 0   | 3 | 2   | 10  | -8  |

Lp. = lokata, M = liczba rozegranych spotkań, Pkt = Liczba zdobytych punktów, W = Wygrane, WpD = Wygrane po dogrywce lub karnych, PpD = Porażki po dogrywce lub karnych, P = Porażki, G+ = Gole strzelone, G- = Gole stracone, +/− = bilans bramek
Wyniki
| 15 grudnia 2016 | Łotwa | 2:3 | Włochy | Aren'Ice, Cergy-Pontoise |

| Szczegóły      | Szczegóły                                   | Szczegóły       | Szczegóły                                                                            | Szczegóły                                                                                              |
| -------------- | ------------------------------------------- | --------------- | ------------------------------------------------------------------------------------ | --- |
| Godzina: 16:00 | L. Miljone 02:32 (EQ) L. Miljone 19:19 (EQ) | (2:0, 0:2, 0:1) | 28:09 (EQ) H. Elliscasis 33:45 (EQ) F. Zandegiacomo Mistrotofolo 46:18 (EQ) V. Ricca | Widzów: 92 Sędzia główny: Aina Hove Melissa Szkola Sędziowie liniowi: Bettina Angerer Charlotte Girard |
| Godzina: 16:00 | 4 min.                                      |                 | 10 min.                                                                              | Widzów: 92 Sędzia główny: Aina Hove Melissa Szkola Sędziowie liniowi: Bettina Angerer Charlotte Girard |

| 15 grudnia 2016 | Chiny | 0:3 | Francja | Aren'Ice, Cergy-Pontoise |

| Szczegóły      | Szczegóły | Szczegóły       | Szczegóły                                                       | Szczegóły |
| -------------- | --------- | --------------- | --------------------------------------------------------------- | --- |
| Godzina: 19:30 |           | (0:0, 0:2, 0:1) | 28:47 (EQ) B. Jouanny 32:07 (EQ) L. Baudrit 45:06 (EQ) E. Duvin | Widzów: 707 Sędzia główny: Nikoleta Celarova Katarina Timglas Sędziowie liniowi: Michaela Kudelova Zuzana Svobodova |
| Godzina: 19:30 | 8 min.    |                 | 4 min.                                                          | Widzów: 707 Sędzia główny: Nikoleta Celarova Katarina Timglas Sędziowie liniowi: Michaela Kudelova Zuzana Svobodova |

| 16 grudnia 2016 | Łotwa | 4:2 | Chiny | Aren'Ice, Cergy-Pontoise |

| Szczegóły      | Szczegóły                                                                                  | Szczegóły       | Szczegóły                         | Szczegóły                                                                                                 |
| -------------- | ------------------------------------------------------------------------------------------ | --------------- | --------------------------------- | --- |
| Godzina: 16:00 | I. Bicevska (EQ) 03:22 I. Bicevska (EQ) 07:20 A. Apsite (EQ) 20:53 I. Petersone (EQ) 52:13 | (2:0, 1:2, 1:0) | 27:52 (PP2) Zhang 39:49 (EQ) Fang | Widzów: 85 Sędzia główny: Aina Hove Katarina Timglas Sędziowie liniowi: Charlotte Girard Zuzana Svobodova |
| Godzina: 16:00 | 6 min.                                                                                     |                 | brak                              | Widzów: 85 Sędzia główny: Aina Hove Katarina Timglas Sędziowie liniowi: Charlotte Girard Zuzana Svobodova |

| 16 grudnia 2016 | Francja | 3:1 | Włochy | Aren'Ice, Cergy-Pontoise |

| Szczegóły      | Szczegóły                                                          | Szczegóły       | Szczegóły             | Szczegóły |
| -------------- | ------------------------------------------------------------------ | --------------- | --------------------- | --- |
| Godzina: 19:30 | M. Allemoz (PP1) 24:44 M. Allemoz (EQ) 58:18 B. Jouanny (EQ) 59:13 | (0:0, 1:0, 2:1) | 50:09 (EQ) C. Furlani | Widzów: 800 Sędzia główny: Nikoleta Celarova Melissa Szkola Sędziowie liniowi: Magdalena Cerhitova Michaela Kudelova |
| Godzina: 19:30 | 8 min.                                                             |                 | 16 min.               | Widzów: 800 Sędzia główny: Nikoleta Celarova Melissa Szkola Sędziowie liniowi: Magdalena Cerhitova Michaela Kudelova |

| 18 grudnia 2016 | Włochy | 3:0 | Chiny | Aren'Ice, Cergy-Pontoise |

| Szczegóły      | Szczegóły                                                            | Szczegóły       | Szczegóły | Szczegóły |
| -------------- | -------------------------------------------------------------------- | --------------- | --------- | --- |
| Godzina: 16:00 | H. Elliscasis (EQ) 28:16 C. Furlani (EQ) 40:09 N. Mattivi (EQ) 58:58 | (0:0, 1:0, 2:0) |           | Widzów: 153 Sędzia główny: Nikoleta Celarova Aina Hove Sędziowie liniowi: Charlotte Girard Michaela Kudelova |
| Godzina: 16:00 | brak                                                                 |                 | 6 min.    | Widzów: 153 Sędzia główny: Nikoleta Celarova Aina Hove Sędziowie liniowi: Charlotte Girard Michaela Kudelova |

| 18 grudnia 2016 | Francja | 8:1 | Łotwa | Aren'Ice, Cergy-Pontoise |

| Szczegóły      | Szczegóły | Szczegóły       | Szczegóły            | Szczegóły                                                                                             |
| -------------- | --- | --------------- | -------------------- | --- |
| Godzina: 19:30 | S. Fohrer (EQ) 01:46 E. Passard (EQ) 05:48 C. Aurard (EQ) 08:06 E. Passard (EQ) 11:12 L. Escudero (EQ) 23:25 B. Jouanny (EQ) 23:52 S. Fohrer (PP1) 34:55 M. Allemoz (PP1) 52:47 | (4:0, 3:0, 1:1) | 42:57 (EQ) A. Apsite | Sędzia główny: Melissa Szkola Katarina Timglas Sędziowie liniowi: Bettina Angerer Magdalena Cerhitova |
| Godzina: 19:30 | 12 min. |                 | 6 min.               | Sędzia główny: Melissa Szkola Katarina Timglas Sędziowie liniowi: Bettina Angerer Magdalena Cerhitova |

Grupa F
| Lp. | Zespół     | M | Pkt | W | WpD | PpD | P | G + | G – | +/− |
| --- | ---------- | - | --- | - | --- | --- | - | --- | --- | --- |
| 1   | Norwegia   | 3 | 9   | 3 | 0   | 0   | 0 | 15  | 2   | +13 |
| 2   | Węgry      | 3 | 6   | 2 | 0   | 0   | 1 | 7   | 6   | +1  |
| 3   | Słowacja   | 3 | 3   | 1 | 0   | 0   | 2 | 5   | 8   | -3  |
| 4   | Kazachstan | 3 | 0   | 0 | 0   | 0   | 3 | 2   | 13  | -11 |

Lp. = lokata, M = liczba rozegranych spotkań, Pkt = Liczba zdobytych punktów, W = Wygrane, WpD = Wygrane po dogrywce lub karnych, PpD = Porażki po dogrywce lub karnych, P = Porażki, G+ = Gole strzelone, G- = Gole stracone, +/− = bilans bramek
Wyniki
| 16 grudnia 2016 | Słowacja | 3:0 | Kazachstan | DNB Arena, Stavanger |

| Szczegóły      | Szczegóły                                                               | Szczegóły       | Szczegóły | Szczegóły                                                                                           |
| -------------- | ----------------------------------------------------------------------- | --------------- | --------- | --------------------------------------------------------------------------------------------------- |
| Godzina: 15:00 | M. Mikeskova (EQ) 18:51 T. Istocyova (PP1) 45:25 V. Ihnatova (EQ) 57:30 | (1:0, 0:0, 2:0) |           | Widzów: 48 Sędzia główny: Gabriella Gran Kaisa Ketonen Sędziowie liniowi: Liv Andersson Bente Owren |
| Godzina: 15:00 | 10 min.                                                                 |                 | 12 min.   | Widzów: 48 Sędzia główny: Gabriella Gran Kaisa Ketonen Sędziowie liniowi: Liv Andersson Bente Owren |

| 16 grudnia 2016 | Węgry | 0:4 | Norwegia | DNB Arena, Stavanger |

| Szczegóły      | Szczegóły | Szczegóły       | Szczegóły                                                                                       | Szczegóły |
| -------------- | --------- | --------------- | ----------------------------------------------------------------------------------------------- | --- |
| Godzina: 18:30 |           | (0:1, 0:3, 0:0) | 16:17 (PP1) I. Morset 33:11 (EQ) H. Martinsen 36:59 (PP1) M. Haug-Hansen 37:43 (EQ) E. Bergesen | Widzów: 331 Sędzia główny: Deana Cuglietta Katie Guay Sędziowie liniowi: Jacqueline Spresser Johanna Tauriainen |
| Godzina: 18:30 | 6 min.    |                 | 8 min.                                                                                          | Widzów: 331 Sędzia główny: Deana Cuglietta Katie Guay Sędziowie liniowi: Jacqueline Spresser Johanna Tauriainen |

| 17 grudnia 2016 | Słowacja | 0:2 | Węgry | DNB Arena, Stavanger |

| Szczegóły      | Szczegóły | Szczegóły       | Szczegóły                               | Szczegóły                                                                                             |
| -------------- | --------- | --------------- | --------------------------------------- | --- |
| Godzina: 15:00 |           | (0:0, 0:0, 0:2) | 49:07 (EQ) A. Gowie 59:07 (SH1) A. Kiss | Widzów: 70 Sędzia główny: Gabriella Gran Katie Guay Sędziowie liniowi: Bente Owren Johanna Tauriainen |
| Godzina: 15:00 | 6 min.    |                 | 10 min.                                 | Widzów: 70 Sędzia główny: Gabriella Gran Katie Guay Sędziowie liniowi: Bente Owren Johanna Tauriainen |

| 17 grudnia 2016 | Norwegia | 5:0 | Kazachstan | DNB Arena, Stavanger |

| Szczegóły      | Szczegóły | Szczegóły       | Szczegóły | Szczegóły |
| -------------- | --- | --------------- | --------- | --- |
| Godzina: 18:30 | M. Fischer (EQ) 13:01 I. Morset (EQ) 25:12 M. Sirum (EQ) 48:00 L. O. Bialik (EQ) 48:28 Josefine Biseth Engmann (EQ) 57:59 | (1:0, 1:0, 3:0) |           | Widzów: 216 Sędzia główny: Deana Cuglietta Kaisa Ketonen Sędziowie liniowi: Jessica Lundgren Jacqueline Spresser |
| Godzina: 18:30 | 6 min. |                 | 8 min.    | Widzów: 216 Sędzia główny: Deana Cuglietta Kaisa Ketonen Sędziowie liniowi: Jessica Lundgren Jacqueline Spresser |

| 18 grudnia 2016 | Kazachstan | 2:5 | Węgry | DNB Arena, Stavanger |

| Szczegóły      | Szczegóły                                    | Szczegóły       | Szczegóły | Szczegóły |
| -------------- | -------------------------------------------- | --------------- | --- | --- |
| Godzina: 14:30 | T. Koroliewa (EQ) 37:35 M. Ryspek (EQ) 56:10 | (0:0, 1:3, 1:2) | 23:03 (PP1) H. Pinter 27:47 (EQ) V. Somogyi 29:07 (EQ) H. Pinter 45:01 (PP1) D. Medgyes 50:13 (PP1) T. Horvath | Widzów: 34 Sędzia główny: Deana Cuglietta Gabriella Gran Sędziowie liniowi: Liv Andersson Jacqueline Spresser |
| Godzina: 14:30 | 16 min.                                      |                 | 2 min. | Widzów: 34 Sędzia główny: Deana Cuglietta Gabriella Gran Sędziowie liniowi: Liv Andersson Jacqueline Spresser |

| 18 grudnia 2016 | Norwegia | 6:2 | Słowacja | DNB Arena, Stavanger |

| Szczegóły      | Szczegóły | Szczegóły       | Szczegóły                                       | Szczegóły                                                                                                  |
| -------------- | --- | --------------- | ----------------------------------------------- | --- |
| Godzina: 18:00 | H. Martinsen (EQ) 13:36 M. Sirum (PP2) 25:41 M. Fischer (EQ) 28:15 L. Tendenes (EQ) 41:04 M. Fischer (EQ) 48:15 S. Holos (PP2) 55:02 | (1:0, 2:2, 3:0) | 20:45 (PP1) T. Istocyova 30:14 (EQ) V. Ihnatova | Widzów: 244 Sędzia główny: Katie Guay Kaisa Ketonen Sędziowie liniowi: Jessica Lundgren Johanna Tauriainen |
| Godzina: 18:00 | 33 min. |                 | 16 min.                                         | Widzów: 244 Sędzia główny: Katie Guay Kaisa Ketonen Sędziowie liniowi: Jessica Lundgren Johanna Tauriainen |

## Finałowa runda kwalifikacyjna
Rozgrywki grupy C i D zostały rozegrane w dniach 9–12 lutego 2017 odpowiednio w szwajcarskim Arosa oraz w japońskim Tomakomai. Zwycięzcami obydwu turniejów kwalifikacyjnych zostali gospodarze i to oni pojechali na ZIO 2018.
Grupa C
| Lp. | Zespół     | M | Pkt | W | WpD | PpD | P | G + | G – | +/− |
| --- | ---------- | - | --- | - | --- | --- | - | --- | --- | --- |
| 1   | Szwajcaria | 3 | 9   | 3 | 0   | 0   | 0 | 14  | 3   | +11 |
| 2   | Czechy     | 3 | 6   | 2 | 0   | 0   | 1 | 10  | 7   | +3  |
| 3   | Norwegia   | 3 | 3   | 1 | 0   | 0   | 2 | 6   | 10  | -4  |
| 4   | Dania      | 3 | 0   | 0 | 0   | 0   | 3 | 5   | 15  | -10 |

Lp. = lokata, M = liczba rozegranych spotkań, Pkt = Liczba zdobytych punktów, W = Wygrane, WpD = Wygrane po dogrywce lub karnych, PpD = Porażki po dogrywce lub karnych, P = Porażki, G+ = Gole strzelone, G- = Gole stracone, +/− = bilans bramek
Wyniki
| 9 lutego 2017 | Dania | 1:6 | Szwajcaria | Sport-und Kongresszentrum, Arosa |

| Szczegóły      | Szczegóły               | Szczegóły       | Szczegóły | Szczegóły                                                                                                |
| -------------- | ----------------------- | --------------- | --- | --- |
| Godzina: 16:00 | J. Langsager (EQ) 49:48 | (0:2, 0:3, 1:1) | 09:18 (EQ) A. Muller 14:06 (PP1) C. Meier 33:18 (EQ) L. Stalder 35:44 (EQ) S. Zollinger 39:00 (SH1) L. Stalder 51:43 (PS) L. Stalder | Widzów: 450 Sędzia główny: Dina Allen Nicole Hertrich Sędziowie liniowi: Veronica Johansson Justine Todd |
| Godzina: 16:00 | 10 min.                 |                 | 12 min. | Widzów: 450 Sędzia główny: Dina Allen Nicole Hertrich Sędziowie liniowi: Veronica Johansson Justine Todd |

| 9 lutego 2017 | Czechy | 5:0 | Norwegia | Sport-und Kongresszentrum, Arosa |

| Szczegóły      | Szczegóły | Szczegóły       | Szczegóły | Szczegóły |
| -------------- | --- | --------------- | --------- | --- |
| Godzina: 20:00 | D. Křížová (EQ) 04:15 M. Pejzlová (EQ) 17:25 A. Lédlová (EQ) 32:09 D. Křížová (PP1) 35:35 L. Manhartová (PP1) 38:30 | (2:0, 3:0, 0:0) |           | Widzów: 150 Sędzia główny: Gabrielle Ariano-Lortie Miyuki Nakayama Sędziowie liniowi: Magali Anex Lisa Linnek |
| Godzina: 20:00 | 6 min. |                 | 10 min.   | Widzów: 150 Sędzia główny: Gabrielle Ariano-Lortie Miyuki Nakayama Sędziowie liniowi: Magali Anex Lisa Linnek |

| 11 lutego 2017 | Szwajcaria | 4:1 | Norwegia | Sport-und Kongresszentrum, Arosa |

| Szczegóły      | Szczegóły                                                                                 | Szczegóły       | Szczegóły           | Szczegóły                                                                                          |
| -------------- | ----------------------------------------------------------------------------------------- | --------------- | ------------------- | -------------------------------------------------------------------------------------------------- |
| Godzina: 16:00 | L. Stalder (PP1) 02:27 L. Stalder (EQ) 33:15 E. Raselli (PP1) 54:49 L. Stalder (EQ) 59:48 | (1:1, 1:0, 2:0) | 06:50 (EQ) S. Holos | Widzów: 1123 Sędzia główny: Dina Allen Miyuki Nakayama Sędziowie liniowi: Lisa Linnek Natasa Pagon |
| Godzina: 16:00 | 6 min.                                                                                    |                 | 18 min.             | Widzów: 1123 Sędzia główny: Dina Allen Miyuki Nakayama Sędziowie liniowi: Lisa Linnek Natasa Pagon |

| 11 lutego 2017 | Czechy | 4:3 | Dania | Sport-und Kongresszentrum, Arosa |

| Szczegóły      | Szczegóły                                                                                       | Szczegóły       | Szczegóły                                                            | Szczegóły |
| -------------- | ----------------------------------------------------------------------------------------------- | --------------- | -------------------------------------------------------------------- | --- |
| Godzina: 20:00 | V. Přibylová (EQ) 12:53 L. Povová (EQ) 22:36 S. Kolowratová (PP1) 31:18 V. Přibylová (EQ) 33:59 | (1:1, 3:1, 0:1) | 07:13 (PP2) J. Jakobsen 32:22 (EQ) J. Persson 48:35 (EQ) A. Andersen | Widzów: 106 Sędzia główny: Gabrielle Ariano-Lortie Nicole Hertrich Sędziowie liniowi: Magali Anex Justine Todd |
| Godzina: 20:00 | 10 min.                                                                                         |                 | 14 min.                                                              | Widzów: 106 Sędzia główny: Gabrielle Ariano-Lortie Nicole Hertrich Sędziowie liniowi: Magali Anex Justine Todd |

| 12 lutego 2017 | Szwajcaria | 4:1 | Czechy | Sport-und Kongresszentrum, Arosa |

| Szczegóły      | Szczegóły                                                                               | Szczegóły       | Szczegóły             | Szczegóły |
| -------------- | --------------------------------------------------------------------------------------- | --------------- | --------------------- | --- |
| Godzina: 16:00 | A. Muller (EQ) 34:19 L. Stalder (PP1) 39:42 A. Muller (PP1) 49:06 L. Stalder (EQ) 59:26 | (0:1, 2:0, 2:0) | 17:57 (EQ) A. Lédlová | Widzów: 1342 Sędzia główny: Dina Allen Gabrielle Ariano-Lortie Sędziowie liniowi: Veronica Johansson Lisa Linnek |
| Godzina: 16:00 | 16 min.                                                                                 |                 | 12 min.               | Widzów: 1342 Sędzia główny: Dina Allen Gabrielle Ariano-Lortie Sędziowie liniowi: Veronica Johansson Lisa Linnek |

| 12 lutego 2017 | Norwegia | 5:1 | Dania | Sport-und Kongresszentrum, Arosa |

| Szczegóły      | Szczegóły | Szczegóły       | Szczegóły          | Szczegóły                                                                                               |
| -------------- | --- | --------------- | ------------------ | --- |
| Godzina: 20:00 | A. Dalen (PP2) 27:23 A. Hoen Olafsen (PP1) 27:54 M. Haug Hansen (EQ) 30:50 M. Sirum (EQ) 36:55 A. Dalen (EQ) 44:40 | (0:1, 4:0, 1:0) | 04:31 (EQ) M. Brix | Widzów: 104 Sędzia główny: Nicole Hertrich Miyuki Nakayama Sędziowie liniowi: Natasa Pagon Justine Todd |
| Godzina: 20:00 | 6 min. |                 | 10 min.            | Widzów: 104 Sędzia główny: Nicole Hertrich Miyuki Nakayama Sędziowie liniowi: Natasa Pagon Justine Todd |

Grupa D
| Lp. | Zespół  | M | Pkt | W | WpD | PpD | P | G + | G – | +/− |
| --- | ------- | - | --- | - | --- | --- | - | --- | --- | --- |
| 1   | Japonia | 3 | 9   | 3 | 0   | 0   | 0 | 13  | 3   | +10 |
| 2   | Niemcy  | 3 | 5   | 1 | 1   | 0   | 1 | 8   | 6   | +2  |
| 3   | Francja | 3 | 4   | 1 | 0   | 1   | 1 | 6   | 8   | -2  |
| 4   | Austria | 3 | 0   | 0 | 0   | 0   | 3 | 3   | 13  | -10 |

Lp. = lokata, M = liczba rozegranych spotkań, Pkt = Liczba zdobytych punktów, W = Wygrane, WpD = Wygrane po dogrywce lub karnych, PpD = Porażki po dogrywce lub karnych, P = Porażki, G+ = Gole strzelone, G- = Gole stracone, +/− = bilans bramek
Wyniki
| 9 lutego 2017 | Niemcy | 3:2 pk. | Francja | Hakucho Oji Ice Arena, Tomakomai |

| Szczegóły      | Szczegóły                                                             | Szczegóły                 | Szczegóły                                   | Szczegóły |
| -------------- | --------------------------------------------------------------------- | ------------------------- | ------------------------------------------- | --- |
| Godzina: 14:30 | S. Kratzer (PP1) 34:58 M. Delarbre (EQ) 58:56 M. Anwander (GWG) 65:00 | (0:1, 1:0, 1:1, 0:0, 1:0) | 16:07 (EQ) M. Allemoz 44:54 (EQ) L. Baudrit | Widzów: 450 Sędzia główny: Melanie Bordeleau Drahomira Fialova Sędziowie liniowi: Jenni Heikkinen Ilona Novotna |
| Godzina: 14:30 | 10 min.                                                               |                           | 14 min.                                     | Widzów: 450 Sędzia główny: Melanie Bordeleau Drahomira Fialova Sędziowie liniowi: Jenni Heikkinen Ilona Novotna |

| 9 lutego 2017 | Austria | 1:6 | Japonia | Hakucho Oji Ice Arena, Tomakomai |

| Szczegóły      | Szczegóły            | Szczegóły       | Szczegóły | Szczegóły |
| -------------- | -------------------- | --------------- | --- | --- |
| Godzina: 18:00 | E. Kantor (EQ) 19:29 | (1:1, 0:2, 0:3) | 17:21 (PP1) H. Kubo 22:53 (EQ) S. Koike 26:53 (EQ) H. Kubo 43:41 (EQ) S. Ono 56:50 (PP1) H. Kubo 58:10 (EQ) A. Nakamura | Widzów: 1835 Sędzia główny: Anna Eskola Jamie Huntley-Park Sędziowie liniowi: Stephanie Gagnon Jessica Leclerc |
| Godzina: 18:00 | 6 min.               |                 | 2 min. | Widzów: 1835 Sędzia główny: Anna Eskola Jamie Huntley-Park Sędziowie liniowi: Stephanie Gagnon Jessica Leclerc |

| 11 lutego 2017 | Niemcy | 4:1 | Austria | Hakucho Oji Ice Arena, Tomakomai |

| Szczegóły      | Szczegóły                                                                                         | Szczegóły       | Szczegóły            | Szczegóły |
| -------------- | ------------------------------------------------------------------------------------------------- | --------------- | -------------------- | --- |
| Godzina: 14:30 | A. Lanzl (EQ) 06:00 T. Eisenschmid (PP1) 13:46 D. Gleissner (PP1) 53:00 K. Spielberger (EQ) 53:22 | (2:1, 0:0, 2:0) | 06:52 (EQ) E. Kantor | Widzów: 851 Sędzia główny: Drahomira Fialova Jamie Huntley-Park Sędziowie liniowi: Jessica Leclerc Ilona Novotna |
| Godzina: 14:30 | min.                                                                                              |                 | min.                 | Widzów: 851 Sędzia główny: Drahomira Fialova Jamie Huntley-Park Sędziowie liniowi: Jessica Leclerc Ilona Novotna |

| 11 lutego 2017 | Japonia | 4:1 | Francja | Hakucho Oji Ice Arena, Tomakomai |

| Szczegóły      | Szczegóły                                                                         | Szczegóły       | Szczegóły              | Szczegóły |
| -------------- | --------------------------------------------------------------------------------- | --------------- | ---------------------- | --- |
| Godzina: 18:00 | A. Nakamura (EQ) 02:21 H. Toko (EQ) 23:26 H. Kubo (PP1) 53:03 R. Ukita (EQ) 57:37 | (1:0, 1:1, 2:0) | 31:35 (PP1) M. Allemoz | Widzów: 2597 Sędzia główny: Melanie Bordeleau Anna Eskola Sędziowie liniowi: Michaela Frattarelli Jenni Heikkinen |
| Godzina: 18:00 | 14 min.                                                                           |                 | 10 min.                | Widzów: 2597 Sędzia główny: Melanie Bordeleau Anna Eskola Sędziowie liniowi: Michaela Frattarelli Jenni Heikkinen |

| 12 lutego 2017 | Francja | 3:1 | Austria | Hakucho Oji Ice Arena, Tomakomai |

| Szczegóły      | Szczegóły                                                         | Szczegóły       | Szczegóły                           | Szczegóły |
| -------------- | ----------------------------------------------------------------- | --------------- | ----------------------------------- | --- |
| Godzina: 14:30 | M. Allemoz (EQ) 36:27 G. Gendarme (PP1) 51:40 E. Duvin (EQ) 59:59 | (0:0, 1:1, 2:0) | 39:45 (PP1) E. M. Beiter Schwarzler | Widzów: 1167 Sędzia główny: Anna Eskola Drahomira Fialova Sędziowie liniowi: Michaela Frattarelli Stephanie Gagnon |
| Godzina: 14:30 | 6 min.                                                            |                 | 14 min.                             | Widzów: 1167 Sędzia główny: Anna Eskola Drahomira Fialova Sędziowie liniowi: Michaela Frattarelli Stephanie Gagnon |

| 12 lutego 2017 | Japonia | 3:1 | Niemcy | Hakucho Oji Ice Arena, Tomakomai |

| Szczegóły      | Szczegóły                                                    | Szczegóły       | Szczegóły                  | Szczegóły |
| -------------- | ------------------------------------------------------------ | --------------- | -------------------------- | --- |
| Godzina: 18:00 | M. Fujimoto (EQ) 27:44 S. Ono (PP1) 30:50 H. Kubo (EQ) 54:43 | (0:0, 2:1, 1:0) | 36:30 (PP1) T. Eisenschmid | Widzów: 3111 Sędzia główny: Melanie Bordeleau Jamie Huntley-Park Sędziowie liniowi: Jenni Heikkinen Jessica Leclerc |
| Godzina: 18:00 | 8 min.                                                       |                 | 6 min.                     | Widzów: 3111 Sędzia główny: Melanie Bordeleau Jamie Huntley-Park Sędziowie liniowi: Jenni Heikkinen Jessica Leclerc |